# 山地赤瓟
山地赤瓟（学名：Thladiantha montana）是葫芦科赤瓟属的植物，为中国的特有植物。分布在中国大陆的云南等地，生长于海拔800米至3,200米的地区，一般生于山坡、沟边以及林下，目前尚未由人工引种栽培。